# Jack Hogan
Pour les articles homonymes, voir Hogan.
Richard Roland Benson Jr plus connu sous son nom d’acteur « Jack Hogan » est un acteur américain né le 25 novembre 1929 à Chapel Hill, Caroline du Nord (États-Unis) et mort le 6 décembre 2023 dans l'Île de Bainbridge.
Il joue dans cinq films mais sa popularité provient en grande partie de ses interprétations dans de nombreuses séries télévisées à succès américaines  entre 1956 et 1998.

## Biographie
Richard Roland Benson Jr connu sous le nom d’acteur « Jack Hogan » est né le 25 novembre 1929 à Chapel Hill (Caroline du Nord). 
Il obtient une licence de pilote à l’âge de 16 ans. Il mène des études en architecture à l'université. Il s’engage à l’US Air Force, et passe 4 ans au Japon pendant la guerre de Corée avec le grade de sergent. 

### Carrière
Rentré aux États-Unis, Jack suit des cours d’art dramatique à New York puis au Pasadena Playhouse (Californie), avant de s’installer à Hollywood où il travaille dans la sécurité au Beverly Hills Hotel.  
Il décroche son premier rôle en 1956 pour le film Le tueur et la belle d’Harry Horner.
En 1958, Jack Hogan incarne le criminel Clyde Barrow dans le film policier The Bonnie Parker Story de William Witney.
En 1961, il joue dans la série Bonanza. De 1962 à 1967, il est le G.I. William G. Kirby dans 111 des 152 épisodes que compte la série télévisée Combat ! (ABC) dont l’action se déroule en Europe durant la Seconde Guerre mondiale depuis le débarquement à Omaha beach jusqu’à la fin du conflit.
En 1968, on le voit dans les séries Tarzan, et L’Homme de fer. En 1969, il joue dans la série Les règles du jeu. 
De 1973 à 1976, il joue dans six épisodes de Hawaï Police d’État, mais se retrouve également dans les séries The specialists (1974), et encore dans L’Homme qui valait trois milliards, et Kojak (1978). 
Au début des années 1980, il s’installe à Hawaï, et s’occupe de sa propre entreprise de construction. Il devient directeur de casting pour la série Magnum. En 1981, il est présent avec Tom Selleck dans un épisode de Magnum, et en 1985 dans la série L’Agence tous risques, et aussi dans douze épisodes de La loi est la loi (1989-1990). Il apparaît pour la dernière fois en 1992 dans deux épisodes et deux rôles de la série Raven.

### Vie privée
En 1967, Jack Hogan se marie avec l’actrice et playmate new-yorkaise Joyce Nizzari. Ils ont une fille et un garçon : Tehani et West Hogan, une petite fille : Kai et un petit fils : Skyler. Le couple divorce en 1980. 
Jack se marie une seconde fois avec Barbara Bates.
Après la fin de sa carrière d’acteur, il se retire à Bainbridge Island, s’adonnant à la pêche, la peinture, la lecture et la poésie.
Son fils West Hogan annonce par un communiqué au magazine Variety le décès de mort naturelle de son père Jack durant son sommeil à son domicile dans l’île de Bainbridge (Washington - États-Unis) à l’âge de 94 ans.

## Filmographie

### Cinéma
- 1956 : Le Tueur et la Belle (Man from Del Rio) d'Harry Horner : Westin
- 1958 : The Bonnie Parker Story de William Witney : Guy Darrow
- 1959 : Paratroop Command de William Witney : « Ace » Mason
- 1959 : Fais ta prière... Tom Dooley (The Legend of Tom Dooley) de Ted Post : Charlie Grayson
- 1961 : The Cat Burglar de William Witney : Jack Coley

### Télévision
- 1963-67 : Combat ! : le G.I. William G. Kirby
- 1974 : Houston, We've Got a Problem : le Cap. Com. Joseph Kerwin
- 1974 : Sierra : Chief Ranger Jack Moore
- 1975 : The Specialists : Dr Edward Grey
- 1975 : Mobile Two : Bill Hopkins
- 1985 : Riptide : saison 2 épisode 5, « La boite à bip » : l'écrivain
- 1985 : L’Agence tous risques (The A-Team)- saison 3  épisode 24, « Trouble Brewing » : Barrington
- 1987 : La loi est la loi (Jake and the Fatman) : le juge Smithwood (1989-1990)